# Nabi, My Stepdarling
Nabi, My Stepdarling (tiếng Thái: นาบี ฉันจะไม่รักเธอ; RTGS: Nabi Chan Cha Mai Rak Thoe; tạm dịch: Nabi, tôi sẽ không yêu em) là bộ phim truyền hình Thái Lan phát sóng năm 2021 với sự tham gia của Myria Benedetti (Nat), Way-ar Sangngern (Joss) và Yongwaree Anilbol (Fah).
Bộ phim được đạo diễn bởi Kritsada Techanilobon và sản xuất bởi GMMTV. Đây là một trong mười sáu dự án phim truyền hình trong năm 2021 được GMMTV giới thiệu trong sự kiện "GMMTV 2021 The New Decade Begins" vào ngày 3 tháng 12 năm 2020. Bộ phim sẽ được phát sóng vào lúc 20:30 (ICT), thứ Hai và thứ Ba trên GMM 25 và phát lại vào 22:30 (ICT) cùng ngày trên nền tảng trực tuyến Viu, bắt đầu từ ngày 22 tháng 2 năm 2021. Vào hai ngày 12 và 13 tháng 4 năm 2021, bộ phim đã được thông báo là lùi lịch chiếu sang tuần sau, tức ngày 19 và 20 tháng 4 năm 2021 do dịp lễ Songkran. Bộ phim kết thúc vào ngày 11 tháng 5 năm 2021.

## Nội dung
Phim kể về chuyện tình ngược tâm của Kawin (Way-ar Sangngern và Nabi (Yongwaree Anilbol). Mối nhân duyên của 2 người bắt đầu khi Kawin bắt gặp Nabi trong một hộp đêm mang tên Dubai Club. Nabi tranh thủ học bài trong lúc đợi chị gái Sirin, người đang làm việc trong hộp đêm tan ca. Dáng vẻ hiền lành, xinh đẹp của Nabi lập tức được Kawin thu vào mắt. Giống như bao nam chính khác, anh đã phải lòng cô từ cái nhìn đầu tiên. Tuy nhiên, khi Kawin thổ lộ tình cảm với Nabi, cô đã từ chối dù có tình cảm với anh.
Pichet là ông chủ của Dubai Club cũng chính là bố của Kawin. Ông tin tưởng giao cho Sirin – chị gái Nabi chức vụ quản lý hộp đêm. Mẹ của Kawin bà Waree, cho rằng Sirin là người dan díu với chồng mình nên đã lập kế đánh ghen cô. Ngay sau đó, Waree được phát hiện đã chết và Sirin biến mất không dấu vết...
Nabi coi Pichet như một ân nhân, cô vào làm trong hộp đêm của ông đồng thời tìm manh mối về sự mất tích bí ẩn của chị gái. Kawin trở về nước sau cái chết của mẹ. Lúc này Nabi đã lột xác thành một cô nàng quyến rũ. Ở bên Pichet, Nabi được đồn đoán là tình nhân nhỏ của ông. Tin đồn nhanh chóng đến tai Kawin, vì ghen tức nên anh luôn kiếm cớ gây sự với cô. Càng ghét thì lại càng chứng tỏ tình yêu mà anh dành cho Nabi. Nhưng những hiểu lầm, ân oán tình thù vẫn là một bức tường ngăn cách cả hai.

## Diễn viên
Dưới đây là dàn diễn viên của bộ phim:

### Diễn viên chính
- Myria Benedetti (Nat) vai Wee
- Way-ar Sangngern (Joss) vai Kawin
- Yongwaree Anilbol (Fah) vai Nabi

### Diễn viên phụ
- Ishikawa Plowden (Luke) vai Pongpop
- Ployshompoo Supasap (Jan) vai Saendee
- Apinan Prasertwattanakul (M) vai Chertchai
- Patara Eksangkul (Foei) vai Ohm
- Phromphiriya Thongputtaruk (Papang) vai Phrapai
- Tachakorn Boonlupyanun (Godji) vai Finne
- Wanpiya Oamsinnoppakul (Gwang) vai Juju
- Oliver Pupart vai Pichetchai (bố Kawin)
- Phatchara Thabthong (Kapook) vai Chonlada (con gái của Chertchai)
- Nipawan Taveepornsawan (Kai) vai Jungjai (giúp việc nhà ông Pichetchai)

### Khách mời
- Krittaphat Chanthanaphot vai Bác sĩ (tập 9)
- Suttida Kasemsant Na Ayutthaya (Nook) vai Waree (mẹ Kawin, em gái cùng cha khác mẹ của Wee)
- Kritsiri Suksawat (Krissie) vai Sirin (chị Nabi)

## Nhạc phim
| Tên bài hát      | Ca sĩ                            | Ref.  |
| ---------------- | -------------------------------- | ----- |
| เศษ (Dust) (Set) | Gawin Caskey (Fluke)             | [ 3 ] |
| เศษ (Dust) (Set) | Sarunchana Apisamaimongkol (Aye) | [ 4 ] |